# جون فلاينت
جون فلاينت هو محامي وسياسي أمريكي، ولد في 8 نوفمبر 1914 في غريفين في الولايات المتحدة، وتوفي بنفس المكان في 24 يونيو 2007. نشط حزبياً في الحزب الديمقراطي. وقد انتخب عضو مجلس نواب جورجيا ‏ وانتخب عضو مجلس النواب الأمريكي ‏.